# Tetrardisia
Tetrardisia es un género de  arbustos pertenecientes a la antigua familia  Myrsinaceae, ahora subfamilia Myrsinoideae. Comprende 7 especies descritas y de estas, solo 4 aceptadas.

## Taxonomía
El género fue descrito por Carl Christian Mez y publicado en Das Pflanzenreich 236(Heft 9): 189. 1902. La especie tipo es: Tetrardisia denticulata (Blume) Mez	

## Especies aceptadas
A continuación se brinda un listado de las especies del género Tetrardisia aceptadas hasta noviembre de 2013, ordenadas alfabéticamente. Para cada una se indica el nombre binomial seguido del autor, abreviado según las convenciones y usos.
- Tetrardisia bifaria (C.T.White & W.D.Francis) C.T.White
- Tetrardisia denticulata (Blume) Mez
- Tetrardisia porosa (C.B. Clarke) Furtado
- Tetrardisia tetrasepala (King & Gamble) Furtado